# محمدجعفر کفایت‌خان
محمدجعفر ملقب به کفایت خان و شاهی از خوش‌نویسان و شکسته‌نویسان صاحب‌نام سده یازدهم هند در دوران شاه‌جهان و اورنگ‌زیب است.
محمدجعفر فرزند میرزا مقیم خان و نوه میرزا محمد حسین خوشنویس است. فرزند او  میرزا حسین کفایت خان نیز از خوشنویسان نام‌دار در خط شکسته است که شاگردانی چون منشی سیج بهان و چندربهان را پروراند.
محمدجعفر کفایت خان خطاب شاهی را از شاه‌جهان امپراتور بزرگ گورکانی دریافت کرد.
او در خط تعلیق و شکسته نستعلیق بی‌نظیر بود و در خط شکسته اصلاحاتی پدید آورد که توسط شاگردانش در هند دنبال شد.
درگذشت محمدجعفر کفایت خان را غلام‌محمد هفت‌قلمی در «تذکره خوشنویسان» ۱۰۹۵ ه‍.ق/۱۲۸۴ م ذکر کرده در صورتی که در تذکرة‌الامرا ۱۰۶۰ ه‍.ق/۱۶۵۰ م ثبت شده است.